# London and Greenwich Railway

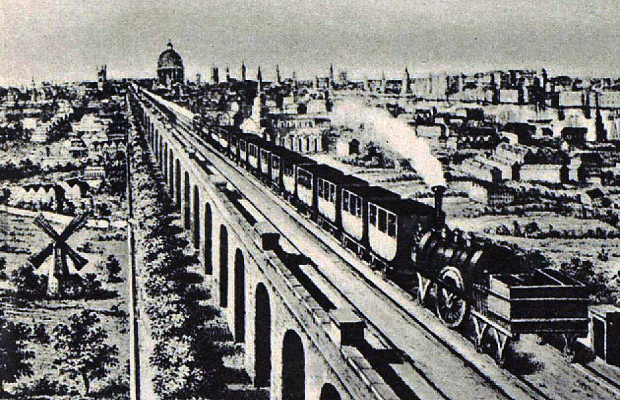
La ferrovia di Londra e Greenwich, 1837

La London and Greenwich Railway (L&GR) fu aperta a Londra tra il 1836 e il 1838. Fu la prima ferrovia a vapore della capitale, la prima ad essere costruita appositamente per i passeggeri, e la prima ferrovia interamente sopraelevata.

## Storia
L'idea per la linea venne dal colonnello George Thomas Landmann, fino al 1824 Royal Engineer, e George Walter, e la compagnia fu lanciata in una riunione il 25 novembre 1831. Sarebbe stata costruita vicino al London Bridge, comoda per i viaggi verso la City con un percorso di 6 km, su un viadotto con 878 archi in mattoni, alcuni dei quali inclinati, per evitare passaggi a livello sulle numerose strade che già apparivano nel sud di Londra. Landmann progettò di affittare gli spazi sotto gli archi come laboratori. L'intenzione era quella di scendere al livello del suolo dopo il Grand Surrey Canal, ma questo fu contrastato dal Parlamento.

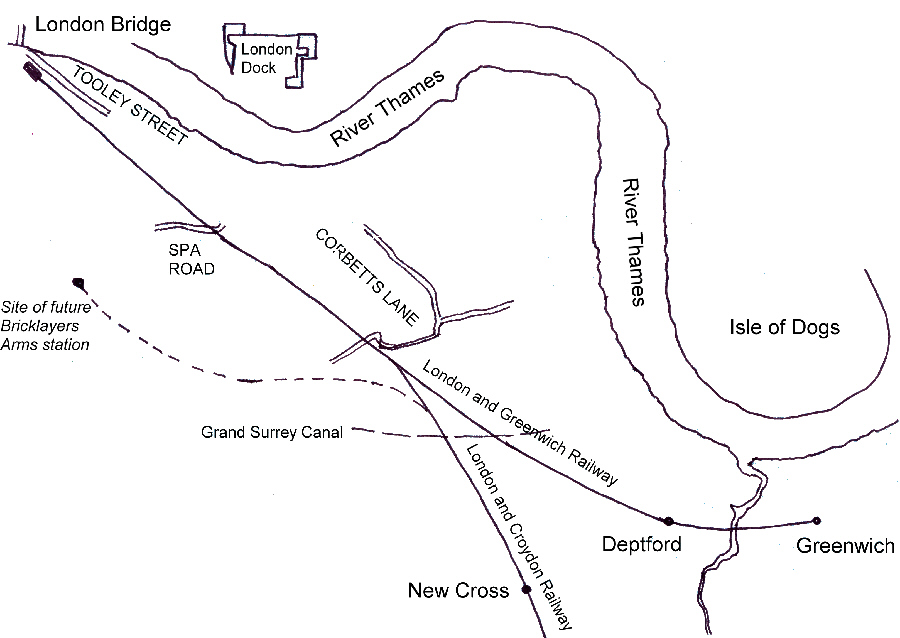
Ferrovie nel sud-est di Londra nel 1840

Il primo atto del Parlamento fu ottenuto nel 1833 per una linea da Tooley Street (oggi London Bridge) a London Street, Greenwich.
L'intenzione finale era quella di raggiungere Dover e si parlava molto di un'estensione da Londra a Gravesend. Uno schema fu presentato al Parlamento nel 1836, ma altri cinque erano in competizione e il disegno di legge fallì in seconda lettura.

## Costruzione
La linea correva parallela a Tooley Street, attraversando Blue Anchor Road, Corbetts Lane e il Grand Surrey Canal. Da lì curvava verso la prima stazione, a Deptford High Street, e da lì verso Greenwich. L'appaltatore era Hugh McIntosh.
Il sottosuolo era in torba nerastra, che dava notevoli problemi, e Landmann fu un pioniere nell'uso del cemento per rinforzare le fondamenta. Anche così, molti dei moli vicino a Corbetts Lane si spostarono di 100–125 mm dalla perpendicolare e il 18 gennaio 1836 due archi vicino a Tooley Street crollarono. Altrove, vennero usati legami di ferro per impedire la diffusione laterale nella muratura. Nel 1840 molti degli archi furono migliorati ponendo 230 mm di calcestruzzo sopra di essi, con uno strato di asfalto.
Tra Deptford e Greenwich il fiume Ravensbourne era attraversato a Deptford Creek da un ponte levatoio per consentire il passaggio delle navi alberate. Otto uomini lo operavano, ma forse a causa di problemi con le fondamenta divenne inaffidabile. Fu sostituito nel 1884 e di nuovo nel 1963.
In origine la linea aveva binari singoli paralleli di scartamento Stephenson, fissati a blocchi di pietra o traversine. Nel 1840 c'era una miscela di rotaie del ponte, rotaie parallele singole e doppie parallele (vedi Rotaia Vignoles). I binari originali causavano rumore eccessivo e danni alla struttura e al materiale rotabile. Inizialmente, sul viadotto tra Deptford e Greenwich vennero utilizzate rotaie del ponte, posate su travi longitudinali con traversine trasversali a intervalli di 1,2 metri.

## Apertura
La prima sezione, tra Spa Road e Deptford, fu aperta l'8 febbraio 1836: dalla metà del 1835 erano in servizio treni dimostrativi, inclusa la Corbett's Lane Temp Station. Questi vennero sospesi per un po' dopo un deragliamento a novembre, ma ripresero l'anno successivo, con voci che circolavano secondo cui i treni avevano raggiunto i 97 km/h. Il lunedì di Pentecoste successivo all'inaugurazione ufficiale, la linea trasportò circa 13.000 passeggeri. Ci fu un incidente mortale il 7 marzo, quando Daniel Holmes venne investito e un treno si scontrò con alcune carrozze.
Nel 1837, The Gentleman's Magazine celebrò il progetto ferroviario dicendo:
"Questa grande opera nazionale riflette il più alto onore sul valoroso proprietario, il colonnello Landmann, e non meno merito va all'appaltatore, il signor Macintosh, sotto i cui ordini non meno di 60.000.000 di mattoni sono stati posati da mani umane da quando l'assenso reale è stato dato alla legge del Parlamento per la sua costruzione nel 1833."
La linea raggiunse Bermondsey Street in ottobre e London Bridge il 14 dicembre 1836 (Spa Road non era più utilizzata come fermata in quel momento). All'altra estremità, la linea raggiunse una stazione temporanea a Church Row a Greenwich il 24 dicembre 1838, essendo stata ritardata da problemi con il ponte levatoio di Deptford Creek. La stazione di Greenwich venne aperta il 12 aprile 1840.